# Verónica González Laporte
Verónica González Laporte (Ciudad de México, 1968) es escritora, investigadora y periodista. Autora de novelas, crónicas y cuentos.

## Biografía
Doctora en antropología por el Institut des Hautes Études de l’Amérique Latine, de la Universidad de la Sorbona, (Sorbonne Nouvelle, Paris III). Se tituló con la tesis: La Judea, ritual de la Semana Santa entre los coras de Nayarit. Anteriormente, cursó una maestría en etnología en la misma institución. Estudió periodismo en la Escuela de Periodismo Carlos Septién García. 
En los últimos diez años se ha dedicado a la investigación en archivos históricos franceses y mexicanos, sobre temas relacionados con el siglo XIX. 
Actualmente es colaboradora en la Revista de la Universidad de México.

## Obras publicadas
Cuentos
- González Laporte, Verónica, Leyendas coreanas de Xico, Editorial Porrúa, México, 2019, ISBN 978- 607-09-3345-5.

Artículos en libros
- "El reino ermitaño”, en Paulina del Collado Lobatón, Guadalupe Nettel y Yael Weiss (coord.), Revista de la Universidad de México, julio de 2020, ISBN 978-607-30-3499-9.
- "El ritual de la Judea o Semana Santa entre los indígenas Coras del Nayarit. Un vector de identidad”, en Gerardo Gómez y Claudia Macías (coords.), México en siglo XXI. Miradas desde Asia, Seúl, Alepbook Co./Institute of Iberoamerican Studies, 2020, ISBN 979-11-89333-26-3 (93950).
- “Les impérialistes mexicains : haute trahison ou désespoir de cause ?” en Christian Bourdeille (coord.), L’intervention française au Mexique (1862-1867), París, Les Éditions du Cerf, 2019, ISBN 978-2-204-13027-1.

Novela histórica
- González Laporte, Verónica, El hijo de la sombra, Puebla, Las Ánimas, 2015, ISBN 978-607-9246-38-9.[1]

- González Laporte, Verónica y Guadalupe Loaeza, Pepita, mon amour…, Puebla, Las Ánimas, 2016, ISBN 978-607-9246-49-5.[2]
- González Laporte, Verónica y Guadalupe Loaeza, La Mariscala, México, Planeta, 2016, ISBN 978-607-07-2845-7.[3]

Biografía
- González Laporte, Verónica, Leonardo Márquez: el Tigre de Tacubaya, Puebla, Las Ánimas, 2016.[4]